# Julia Louis-Dreyfus
Julia Scarlett Elizabeth Louis-Dreyfus (født 13. januar 1961) er en amerikansk skuespiller, komiker og tv-producer, bedst kendt fra den populære kult-serie Seinfeld, der hittede i slutningen af 1980'erne og begyndelsen af 1990'erne. Andre bemærkelsesværdige tv-roller omfatter Christine Campbell i The New Adventures of Old Christine, og hendes rolle som Selina Meyer i tv-serien Veep.
Hendes mere kendte filmroller omfatter Hannah og hendes søstre, Fars fede juleferie, Deconstructing Harry og Enough Said.